# Milltown Malbay
Milltown Malbay (ook Miltown Malbay; Iers: Sráid na Cathrach) is een dorp met zo'n 800 inwoners in het westen van Ierland. Het ligt in het westelijk deel van County Clare, ongeveer halverwege Kilrush en Lahinch, op 2,5 kilometer van de Atlantische Oceaan.
Van oudsher was er aan de noordzijde een nederzetting met de naam Caghryariff, maar het huidige Milltown Malbay is grotendeels planmatig aangelegd. Het dorp kwam in de 18e eeuw tot stand onder impuls van de familie Moroney. Zij ontwikkelden het vanuit wat tegenwoordig The Square is en bouwden tal van huizen aan weerszijden van een brede marktstraat. De naam werd ontleend aan het nabijgelegen townland Poll A Mhuillin (Poulawillin), wat in het Engels vertaald werd als Town of the Mills. In de 19e eeuw werden de bewoners van het landbouwdorp getroffen door de Ierse hongersnood en een landoorlog met de Moroneys. In 1920, tijdens de Ierse Onafhankelijkheidsoorlog, vond er een hinderlaag plaats net buiten het dorp.
Milltown Malbay fungeert als het centrum van de rooms-katholieke parochie Kilfarboy en als lokaal handels- en uitgaanscentrum. Het dorp bracht een groot aantal dichters, zangers en muzikanten voort.

## Naamverklaring
De Ierse en Engelstalige namen voor de plaats zijn onafhankelijk van elkaar ontstaan en hebben geen relatie met elkaar.

### Sráid na Cathrach
De Ierse naam Sráid na Cathrach betekent zoiets als 'straat van het fort', een verwijzing naar An Cathair, een steenfort uit de ijzertijd ten noorden van de huidige kerk, in het verlengde van de westelijke tak van Church Street. Van de vesting liep een weg naar het klooster in het townland Kilfarboy, ongeveer twee kilometer verderop. Tegenwoordig zijn van het fort alleen de grondsporen over. Van het klooster blijft de ruïne van de kloosterkerk over.
De naam An Cathair is nog gebruikt om Milltown Malbay mee aan te duiden. De West Clare Railway Company gebruikte ze als stationsnaam voor Milltown Malbay.

### Milltown Malbay
Het vroegst bekende gebruik van de naam Milltown dateert van 1749. In dat jaar plaatste Edmond Moroney een advertentie in de krant waarin hij zijn huis in Ennis te koop aanbood omdat hij verhuisde naar Milltown.
Vijf grote watermolens aan de rivier de Annagh domineerden eens het gehucht, dat rond 1825 Poll A Mhuillin genoemd werd, wat later vertaald werd als Town of the Mills, ofwel Milltown. Poullawillin is nog altijd de naam van het townland ten zuidoosten van Milltown. Edmond Moroneys zoon Thomas J. Moroney voegde vervolgens het deel Malbay toe. Hij deed dit om de plaats het aanzien van een havenplaats te geven, omdat hij van plan was goederen in- en uit te voeren via een kade aan het huidige White Strand.
Over de oorsprong van de naam Malbay bestaan drie theorieën. Volgens de eerste theorie is de naam afkomstig van het Ierse Maell-Bhaigh, wat 'verraderlijke kust of baai' betekent (de Baai van Spanish Point). Een andere theorie stelt dat de baai is vernoemd naar de heks Mal, die er verdronk. Een derde theorie verwijst naar de tsunami van 804, die mogelijk was veroorzaakt door een vulkaanuitbarsting in de Canarische Eilanden en waardoor Mutton Island van het vasteland werd gescheiden. Daarbij verdronken ruim 1000 inwoners van de plaats die de voorloper was van Milltown Malbay. De baai draagt nu de naam "Baai van Spanish Point".

## Geschiedenis

### Vroege geschiedenis
De katholieke parochie Kilfarboy ontstond in de vroege middeleeuwen.
De eerste bewoners van wat nu Milltown Malbay is leefden waarschijnlijk op de hogere gronden ten noorden en oosten van het huidige dorp, tussen het steenfort An Cathair en de kerk van Kilfarboy. Later ontstond een cluster van hutten met de naam Caghryariff (Iers: Cathair Gharbh) op het kruispunt van de wegen naar Kilfarboy, Inagh en Mullagh.

### 1750-1840

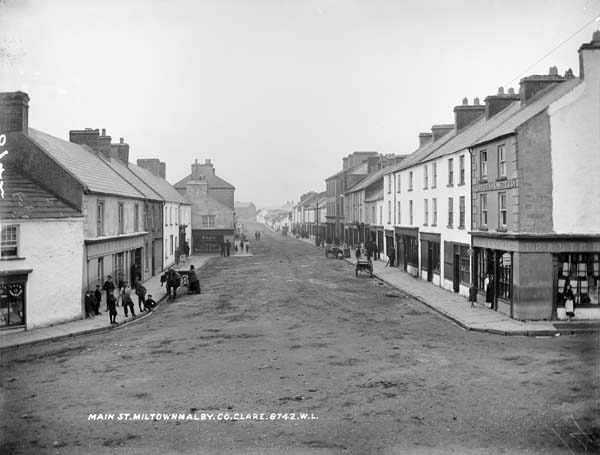
Main Street met de extra verbreding voor de markt, gezien van The Square

Tot in de 18e eeuw was Milltown Malbay een gehucht. Toen bracht Thomas J. Moroney de omgeving van zijn landhuis op planmatige wijze in ontwikkeling ten bate van het hotel en de vakantiewoningen die hij bouwde in Spanish Point. De familie Moroney had sinds 1681 een viertal townlands in de parochie Kilfarboy in erfpacht en kocht die erfpacht in 1750 af. Thomas Moroney bouwde in eerste instantie in het townland Leagard South (in het zuidwesten van wat nu Milltown Malbay is) een landhuis van drie verdiepingen, genaamd Milltown House.
In 1781 kregen de Moroneys een vergunning om een wekelijkse markt en een drietal jaarmarkten te houden. Daar was nood aan om de bewoners van de vakantiewoningen en gastenverblijven die Moroney verderop aan het ontwikkelen was van koopwaar te voorzien. Vanaf The Square richting het bestaande gehucht Caghryariff legde Moroney een brede straat en een marktplein omzoomd met huizen aan. Later werden een gerechtsgebouw en een markthuis toegevoegd. De markten vonden plaats op The Square. Naast de gewone voedselmarkten voor onder meer groente en boter waren er zeven speciale veemarkten. Deze werden gehouden op 1 februari, 9 maart, 4 mei, 20 juni, 11 augustus, 18 oktober en 9 december. Het vee dat in de omgeving gefokt werd, werd onder meer verkocht aan kopers uit County Meath.

#### United Irishmen

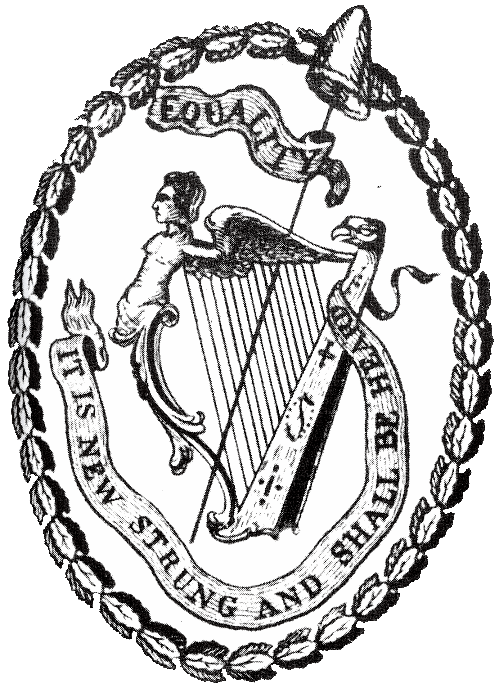
Symbool van de United Irishmen

Tijdens de Ierse opstand van 1798 was het ook in County Clare onrustig. Moy, gelegen zo'n zes kilometer ten noorden van Milltown Malbay en in dezelfde parochie, was een van de bolwerken van de Society of United Irishmen die van daaruit veel activiteiten ondernamen. De leden van de Society pleegden gewapende overvallen op reizigers en landhuizen om aan wapens te geraken. Onder meer landheer Augustine Fitzgerald, eigenaar van landgoed in het townland Tullygarvan, werd zijn wapens ontnomen. Op 13 januari 1799 kwamen zo'n 200 gewapende mannen, grotendeels afkomstig uit Milltown Malbay en de directe omgeving, bijeen in Milltown Malbay om de legermacht die in aantocht was aan te vallen. Samen met vele anderen trokken zij op richting Ennistymon, maar het leger verscheen daar niet, zodat zij huiswaarts keerden zonder slag te hebben geleverd. Na de aankomst van geregelde troepen enkele dagen erna verliep de opstand snel. Hugh Kildea, de voornaamste organisator in Moy, werd gearresteerd. Hij werd schuldig bevonden en veroordeeld tot de dood door middel van ophanging.

### 1840-1914

#### Hongersnood
Milltown Malbay ontsnapte niet aan de aardappelziekte Phytophthora infestans en de daardoor veroorzaakte hongersnood die heel Ierland trof. Overal in het land werden comités van landheren en notabelen opgezet om de armen van werk en geld te voorzien. In Milltown Malbay bestond het comité onder meer uit de ongeïnteresseerde landheer Moroney en de afwezige landheer Leconfield. Het comité ondernam niets voor de armen. Midden juni 1846 viel in Milltown Malbay het eerste geregistreerde dodelijke slachtoffer van de hongersnood in County Clare.
Het aantal doden in het dorp is niet nauwkeurig vast te stellen. Veel mensen die er stierven waren armen afkomstig van elders. Verdreven uit hun huizen zochten ze beschutting, maar ze kwamen in de straten en velden om door honger, uitputting, tyfus en cholera. Veel van de landloze inwoners stonden niet geregistreerd. Daarnaast houden statistieken geen rekening met de massale, vaak gedwongen emigratie van het arme bevolkingsdeel. In de periode 1841-1851 verloor County Clare bijna 74.000 personen, 26% van zijn geregistreerde bevolking. De schattingen voor County Clare komen uit op 60.000 doden en 30.000 emigranten. George Wyndham, 1st Baron Leconfield, zag de bevolking op zijn landgoederen in de periode 1841-1871 halveren als gevolg van de hongersnood en emigratie. De parochie Kilfarboy verloor in de periode 1839-1936 naar schatting 78% van haar bevolking.

#### Fenianrebellie van 1867
Tijdens de Fenianrebellie van 1867 had de Irish Republican Brotherhood (IRB) een opstand gepland in Milltown Malbay. Een combinatie van slechte planning, verraad en arrestaties van leiders voorkwam echter dat die succesvol werd. In Milltown Malbay was het evenwel zo onrustig dat de boeren en de plaatselijke rechter om militaire bescherming vroegen.

#### Landoorlog en Moroney-boycot
In de periode 1870-1895 was Ierland het toneel van de zogenaamde landoorlog. Dit was een periode van agitatie, soms zelfs met geweld, met als doel het verbeteren van de rechten van de pachtboeren en de herverdeling van grote landgoederen van afwezig land. Ook in Milltown Malbay was het onrustig. In 1882 werden 15 mensen gearresteerd wegens uitlokking van en intimidatie tot het niet betalen van de pacht. Een jaar later werden 25 personen – van wie er elf uit Milltown Malbay kwamen – gearresteerd op verdenking van verraad en samenzwering tot moord en veroordeeld tot gevangenisstraffen.
Gedurende de hiervoor genoemde Grote Hongersnood (1844-1848) werden veel pachtboeren uit hun huizen gezet door de landeigenaar Moroney. Na de hongersnood bleven de Moroneys hun pachtboeren teisteren met woekerpachten en uitzettingen. De protestantse Moroneys maakten misbruik van katholieke feestdagen om onverwacht mensen uit hun huizen te zetten. Uit onvrede hiermee kondigde de bevolking onder invloed van pastoor White een boycot af tegen Burdet Moroney en haar personeel. Hoewel deze actie legaal was, ging de overheid onder voorwendsel van verstoring van de openbare orde over tot vervolging. Al spoedig werd de boycot uitgebreid tot de Royal Irish Constabulary (RIC) en de militairen. Omdat de meeste pub- en winkeleigenaren weigerden de familie Moroney, haar personeel en de RIC te bedienen, kwamen zij in de gevangenis terecht. Bij de vrijlating van een aantal pubeigenaren werd een feestelijk onthaal georganiseerd, waarbij ook de Temperance Band op zou treden. De RIC dreigde de instrumenten van de band te vernielen als zij speelden. Drie smeden weigerden vervolgens de paarden te beslaan van iemand die het land had ingepikt van een uitgezette boer. Zij werden vervolgd en veroordeeld tot "een week gevangenisstraf voor elke geweigerde nagel". De smeden Maguire, Moloney en Heaney verkozen de gevangenis boven het breken van de boycot. Zij zijn vereeuwigd in de ballade Three Brave Blacksmiths van Timothy Daniel Sullivan. De andere grote landeigenaren in de omgeving, Fitzgerald en Leconfield, onderhielden betere relaties met hun pachters en ondervonden geen problemen met de bevolking.

#### Aanleg van de West Clare Railway
De West Clare Railway was een van de pogingen om het door de hongersnood zwaar getroffen County Clare er weer bovenop te helpen. De eerste poging tot het aanleggen van een spoorlijn werd in 1873 ondernomen door de Ennis & West Clare Railway. Technische en financiële problemen verhinderden een succesvolle aanleg.
De Tramways Act 1883 zorgde voor nieuwe mogelijkheden. In mei 1884 kreeg de West Clare Railway Company toestemming om een spoorlijn aan te leggen van Ennis naar Milltown Malbay met een spoorbreedte van 3 voet. In dat jaar kreeg ook de South Clare Railway Company toestemming om een smalspoorlijn aan te leggen van Milltown Malbay naar Kilkee, met een zijtak naar Kilrush en Cappa Point.
Op 26 januari 1885 bezocht parlementslid Charles Parnell Milltown Malbay op uitnodiging van de toenmalige pastoor Patrick White. Alvorens een massabijeenkomst toe te spreken in het dorp, verrichtte hij een symbolische handeling ten bate van de spoorlijn die toen in aanbouw was: hij schepte de 'eerste graszode' weg met een zilveren spade. Op 2 juli 1887 reden de eerste treinen tussen Milltown Malbay en Ennis. Later werd de lijn doorgetrokken naar Kilkee en Kilrush en ontstond uit de samenvoeging van de West Clare Railway Company en de South Clare Railway Company de West Clare Railway.

### 1914-1922: oorlogsperiode

#### Irish Republican Brotherhood en Irish Volunteers
Begin 20e eeuw trachtten oude hardliners van de Irish Republican Brotherhood en jonge militanten het broederschap opnieuw tot leven te wekken. Een regionaal centrum kwam tot stand in het townland Clooney, even buiten Ennistymon. In 1913 was de IRB zover dat zij begon met ledenwerving, wapens verzamelen en militaire trainingen. Bij de oprichting van de Irish Volunteers greep de IRB haar kans en zette ze in County Clare een mantelorganisatie op onder de vlag van de landelijke organisatie. Toen de pro-oorlog National Volunteers zich afsplitsten van de Irish Volunteers, werd het bataljon in Ennistymon, waar de Milltown Malbay Compagnie onder viel, daar niet te ernstig door getroffen. De afsplitsing verdween uit beeld doordat de leidinggevende ex-militairen werden opgeroepen voor militaire dienst.

#### Ierse Onafhankelijkheidsoorlog en Burgeroorlog
Tijdens de Ierse Onafhankelijkheidsoorlog en de daaropvolgende Ierse Burgeroorlog vonden er in Milltown Malbay weinig incidenten plaats. Het beschieten van het RIC-bureau tijdens de Onafhankelijkheidsoorlog en het afbranden van de protestantse kerk tijdens de Burgeroorlog zijn de bekendste feiten van 'Ierse' zijde. Van Britse kant kwamen het "Incident op Canada Cross" en de represailles na de hinderlaag bij Rineen.
In de Ierse Onafhankelijkheidsoorlog werden tijdens feestelijkheden bij de terugkeer van vrijgelaten hongerstakers drie mensen doodgeschoten. Een detachement van de RIC en militairen opende op 14 april 1920 onverwachts het vuur op de menigte op het kruispunt Canada Cross. Onder de slachtoffers bevond zich Patrick Hennesy, oud-speler van Milltown Malbay GAA en Clare GAA. De andere doden waren John O'Loughlin en Thomas O'Leary. Hoewel het onderzoek naar hun doodsoorzaak duidelijk maakte dat het moord met voorbedachten rade betrof, werd er niemand vervolgd.

#### Hinderlaag bij Rineen

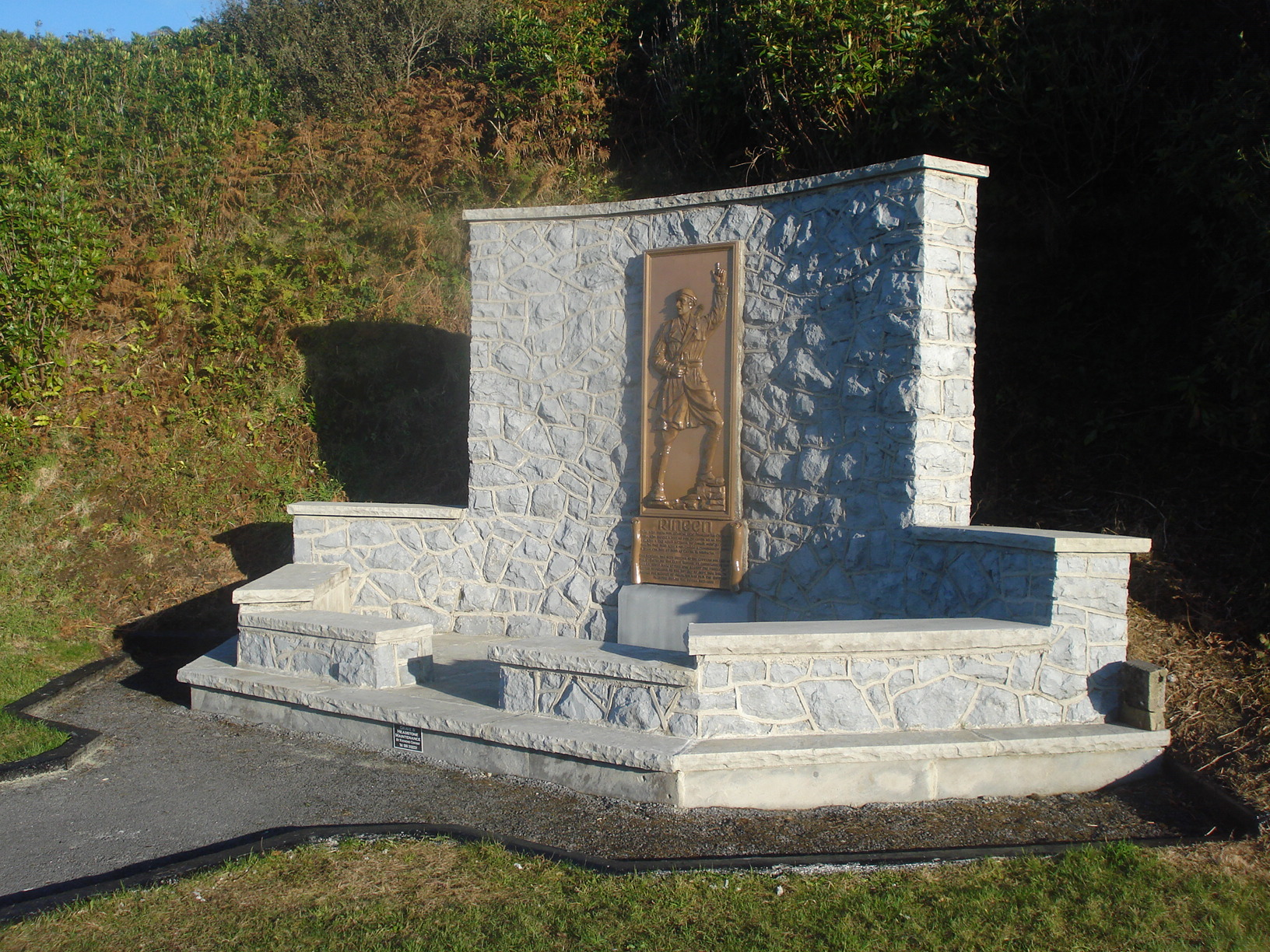
Monument ter herinnering aan de hinderlaag.

De hinderlaag bij Rineen was een onderdeel van de Ierse Onafhankelijkheidsoorlog. De aanval vond plaats op 22 september 1920 vanaf Drummin Hill bij het gehucht Rineen, enige kilometers buiten Milltown Malbay, en werd uitgevoerd door de Mid-Clare Brigade van de IRA onder leiding van Ignatius O'Neill. De eenheid omvatte onder meer leden van de compagnieën van Milltown Malbay, Glendine en Lahinch. Die dag viel de Mid-Clare Brigade een vrachtwagen aan van de RIC, waarbij zes officieren de dood vonden. Korte tijd later werden de IRA Volunteers aangevallen door tien vrachtwagenladingen soldaten (circa 100 man) die op weg waren naar Doonbeg, maar op de hinderlaag stuitten. De Volunteers wisten de aanval lang genoeg op te houden om te kunnen ontsnappen met slechts twee gewonden.
Als represaille voor deze hinderlaag vielen de RIC en het Britse leger de drie dorpen Milltown Malbay, Lahinch en Ennistymon aan. Hierbij werden in totaal vijf burgers gedood en zestien huizen en winkels platgebrand.

### 1922-2000

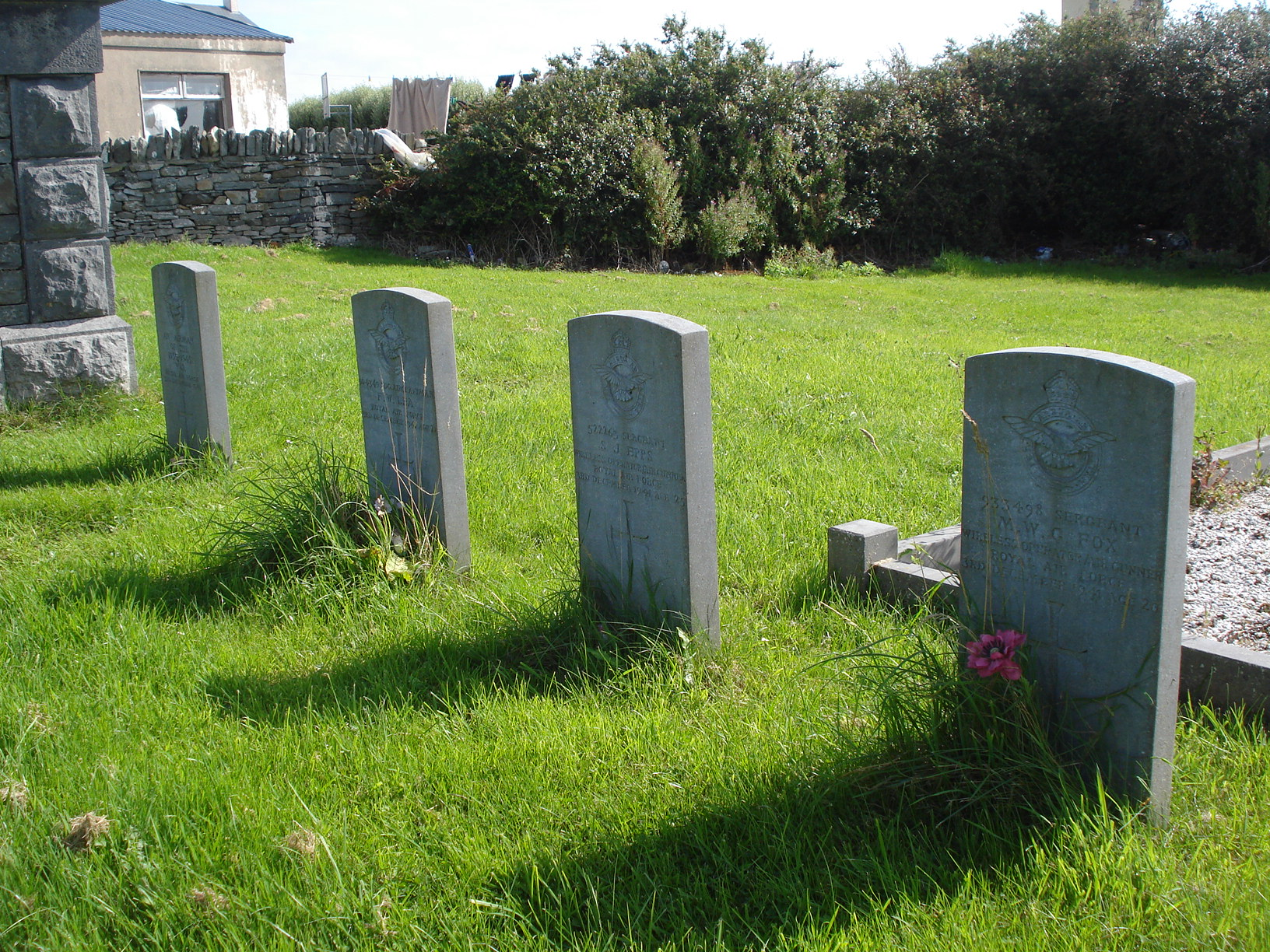
Vier oorlogsgraven op de Church of Ireland-begraafplaats. Het vliegtuig van de hier begraven personen was neergestort voor de kust nabij Doonbeg.

De Tweede Wereldoorlog had weinig directe effecten op het dorp, uitgezonderd de rantsoenering en militaire oefeningen. Een van die oefeningen was op 15 september 1940, toen Milltown Malbay aangevallen werd door een vijandelijke strijdmacht. De militie Local Security Force wist de aanval af te slaan en verschillende gevangenen te maken.
Op 3 december 1941 stortte een Britse Short Sunderland-vliegboot neer bij Doonbeg. Negen van de elf bemanningsleden kwamen om. Vier van hen, allen protestants, werden met volledig militair eerbetoon begraven op het kerkhof van de Church of Ireland. Een tweede vliegtuig kwam neer op 7 april 1945. Een Canadese piloot in opleiding die was vertrokken van een vliegbasis in Wales was verdwaald geraakt, waarna hij ongedeerd landde bij Mullagh Road toen de kerosine opraakte.
In de eerste helft van de 20e eeuw liep de bevolking van Milltown Malbay terug van 1013 inwoners in 1901 naar 700 inwoners in 1961. Het dorp kreeg zware klappen door de teloorgang van de lokale handel en de sluiting van de West Clare Railway. Door het opkomen van de winkels en gespecialiseerde grootschalige veemarkten liepen de markten vanaf de jaren 50 terug. In de jaren 60 kwamen ze geheel ten einde. In 1961 sloot de West Clare Railway. Volgens de CIE, de landelijke spoorwegmaatschappij, waren aanhoudende verliezen de oorzaak van de sluiting. Hiermee verloor het dorp veel bedrijvigheid die gebonden was aan het spoor, zoals vee- en goederentransport. Ook verergerde deze sluiting de sociale isolatie van het dorp – en die van vele andere plaatsen aan de spoorweg – doordat het vervangende busvervoer een aanzienlijk lagere frequentie had. Tot slot verdween The Malbay Knitware Factory, in de jaren 40 en 50 de grootste werkgever in Milltown Malbay, rond 1985. De fabriek had niet alleen werk geboden aan breisters uit de directe omgeving, maar ook uit andere dorpen aan de West Clare Railway.
Eind jaren 70 en begin jaren 90 werden nieuwbouwprojecten gerealiseerd in het dorp, waardoor de bevolking toenam. In de jaren 2000 werden opnieuw verschillende woonprojecten gerealiseerd.
Op 2 juli 1985 bezochten koning Juan Carlos van Spanje en koningin Sophia Milltown Malbay in het kader van de herdenking van de Spaanse Armada 300 jaar eerder. Verschillende Armada-schepen hadden er schipbreuk geleden. Iers president Patrick Hillery, die zelf was opgegroeid in Milltown Malbay, ontving het koninklijk paar. Later die dag onthulden Juan Carlos en Sophia een monument bij het strand van Spanish Point.

### Heden

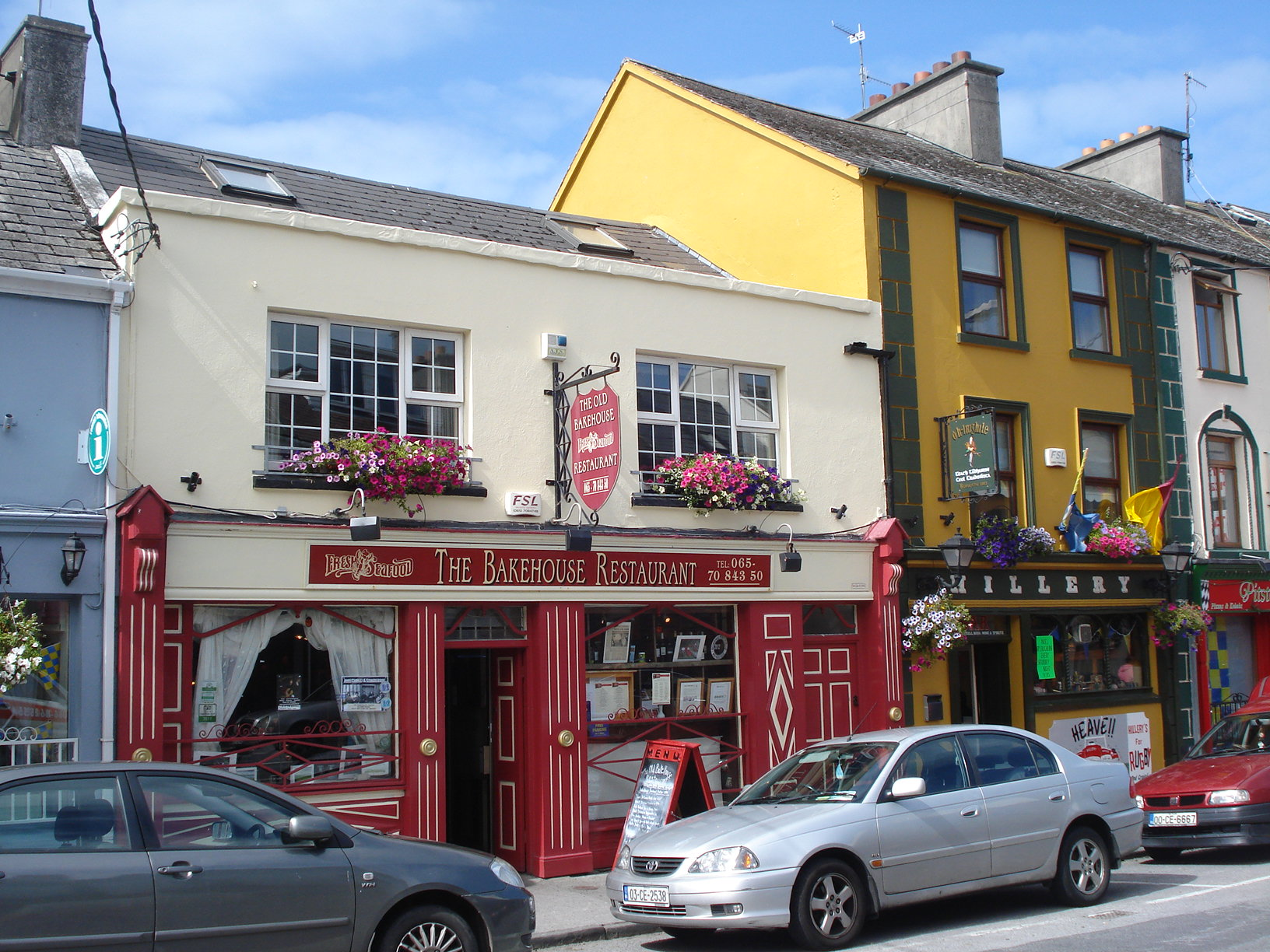
Kleurrijke winkels en pubs in Milltown Malbay

Het dorp fungeert als centrale plaats voor de omgeving. Het heeft onder meer een postkantoor, een bibliotheek, een politiepost, een bank, meerdere afhaal-eetgelegenheden, een boerenmarkt en vier supermarkten, een jeugdhonk, B&B's en een hostel. Verder is er de St. Joseph's Church. Milltown Malbay fungeert ook als uitgaanscentrum van de streek met drie restaurants en twaalf pubs.
De leegstaande ambachtsschool werd in de periode 1993-1995 verbouwd en gerenoveerd. Het gebouw herrees als het West Clare Resource Centre en huisvest tegenwoordig peuterspeelzalen, bibliotheek, gemeenschapstuin, tandarts, meerdere sociale voorzieningen, alsmede verscheidene sociale opleidingsorganisaties.

## Geografie

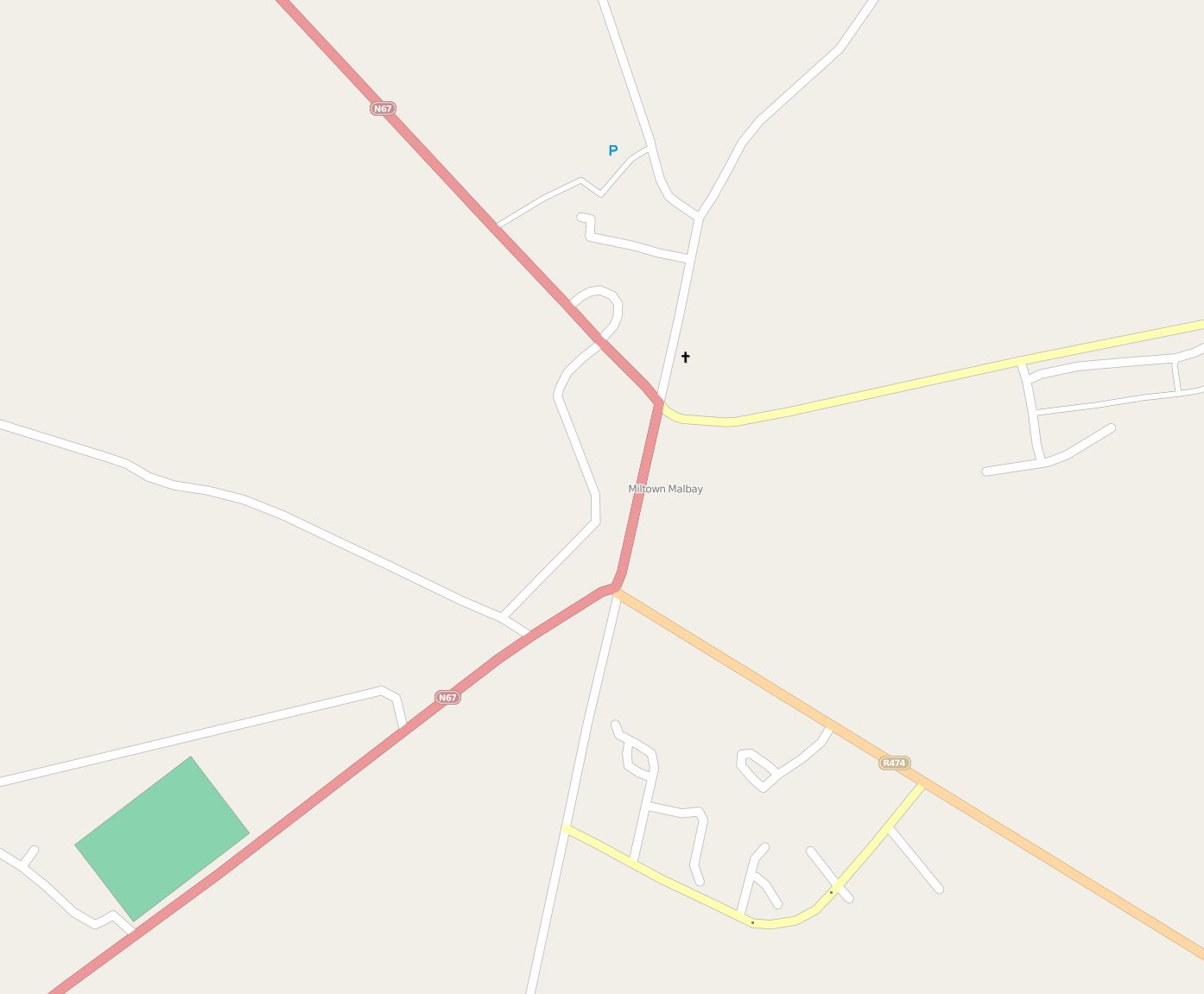
Plattegrond van Milltown Malbay (copyright OpenStreetMap)

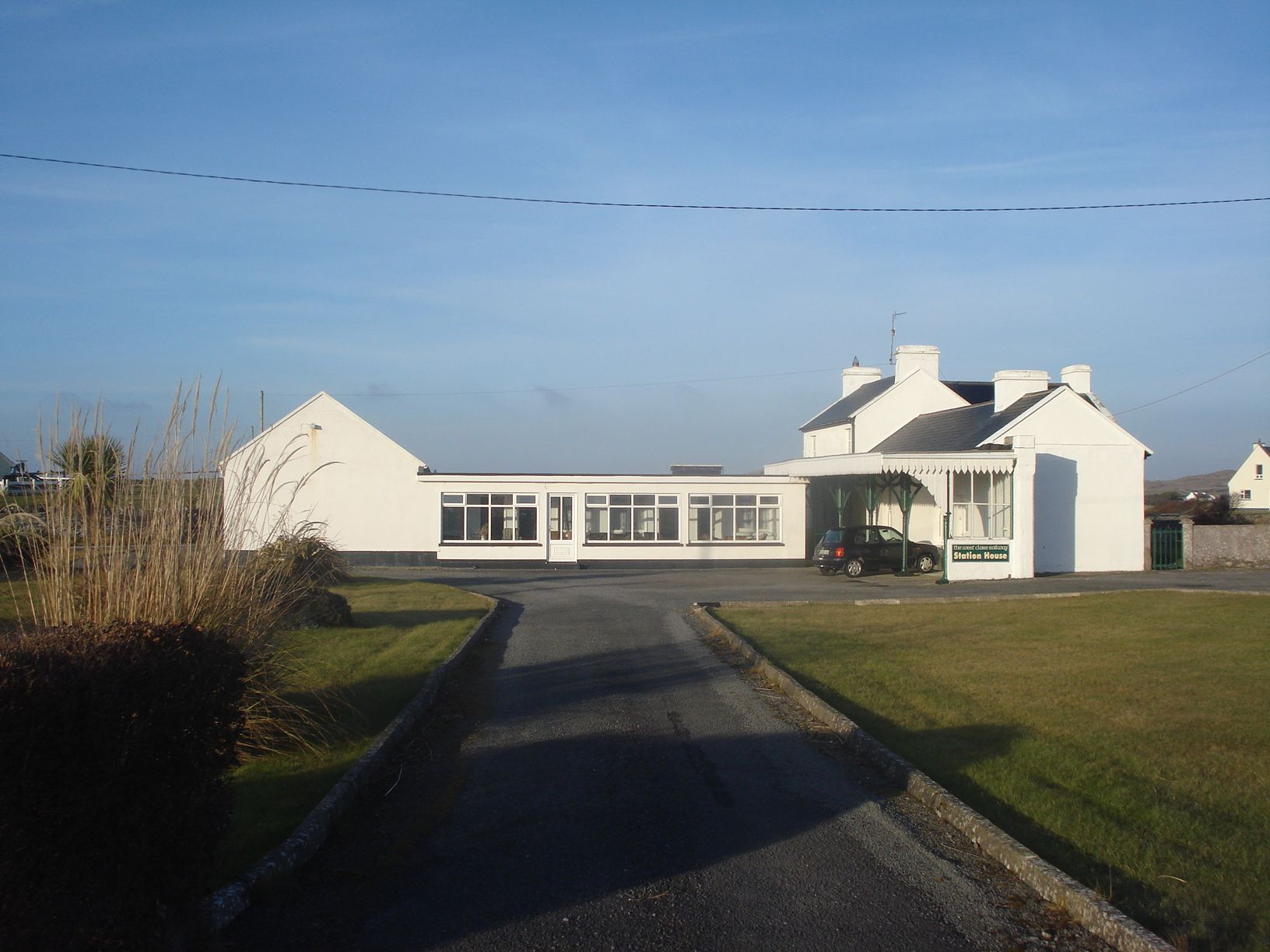
Het voormalig treinstation An Cathair van de West Clare Railway

Milltown Malbay ligt in het graafschap Clare in de historische provincie Munster. Het dorp ligt 28 kilometer ten westen van de stad Ennis, zo'n 10 kilometer ten zuidwesten van Lahinch en Ennistymon, 25 kilometer ten noordwesten van Kilkee en evenveel kilometer ten noorden van Kilrush.
Milltown Malbay ligt op zo'n 50 meter boven zeeniveau op een zachte helling tussen de oceaankliffen in het westen en het laaggebergte van onder meer Slievecallan in het oosten. Ten zuiden ervan stroomt de Annagh, ten noorden de Clonbony. Het dorp wordt omgeven door landbouwgebied, voornamelijk hooi- en weiland. De bodem bestaat uit fijnlemige bruine aarde. Het grondgesteende is siliciclastisch gesteente uit het Namurien.
Het dorp is ontstaan op een kruispunt van wegen en beslaat delen van vier townlands. Met de klok mee, beginnend in het noorden, zijn dat Cloonbony, Leagard North, Leagard South en Breaffy North.

### Straten
Main Street is de noord-zuid-georiënteerde hoofdstraat van het dorp. Het noordelijke uiteinde heet Canada Cross, het zuidelijke The Square. Main Street maakt deel uit van de N67, die vanuit het noordwesten Milltown Malbay binnenkomt en het dorp weer verlaat in zuidwestelijke richting. De weg heet van noord naar zuid Lahinch Road (ook Ennistymon Road), Canada Cross, Main Street, The Square, Flag Road en Spanish Point Road. De N67 verbindt het dorp met de kuststreek, met Lahinch en Ennistymon in het noorden, en met Kilkee en Kilrush in het zuidwesten.
Een andere verbindingsweg is de R474, die van aan The Square in zuidoostelijke richting naar Connolly en Ennis gaat. Plaatselijk staat de weg bekend als Ennis Road, maar officieel heet hij Callan Road.
Mullagh Road vertrekt eveneens van aan The Square. Deze straat ligt in het verlengde van Main Street en verbindt Milltown Malbay met het gehucht Mullagh.
Ballard Road, vroeger Inagh Road geheten, vertrekt van aan Canada Cross in noordoostelijke richting. Het was vroeger de belangrijkste verbinding met Inagh, maar de R474 en R460 hebben die rol later overgenomen.
Church Road is de straat tussen Canada Cross en de St. Joseph's Church. Vroeger heette deze weg Chapel Street, maar na de bouw van de kerk veranderde de naam geleidelijk. Nog in de jaren 50 werd de oostelijke tak vanaf de kerk langs de woning van de kapelaan (nu deels parochiekantoor) Chapel Street genoemd.

### Openbaar vervoer
Van 1887 tot 1961 was Milltown Malbay door een smalspoorlijn, de West Clare Railway, verbonden met Ennis in het noorden en Kilkee en Kilrush in het zuiden.
Bus Éireann lijn 333 verzorgt een dagelijkse verbinding op het traject Doonbeg – Milltown Malbay – Lahinch – Ennistymon – Kilfenora -– Corofin – Ennis.
Iets buiten het dorp ligt ook een vliegveld voor kleine vliegtuigjes en ultralights. De baan is onverhard.

## Demografie
In 2011, bij de laatste volkstelling, had Milltown Malbay 777 inwoners. Met het omliggende platteland erbij bedroeg het aantal 1580.
De historische bevolkingscijfers laten het verband zien tussen bouwactiviteiten enerzijds en emigratie en plattelandsvlucht anderzijds. Tot 1841 werden in Milltown Malbay veel woningen en bedrijven gebouwd en groeide de bevolking sterk. Tussen 1841 en 1851 was er sprake van een relatieve toestroom van het platteland als gevolg van huisuitzettingen. Die toestroom maskeerde de negatieve gevolgen van de hongersnood. De parochie Kilfarboy verloor een derde van haar inwoners als gevolg van hongersnood en emigratie.
In de 20e eeuw zorgden nieuwbouwprojecten voor bevolkingsgroei. In de periode 1951-1956 werd The Crescent (Ennistymon Road) gebouwd. Eind jaren 70 werden de sociale huurwoningen aan Ballard Road opgeleverd en begin jaren 90 de nieuwbouw aan Church Road. In de jaren 2000 werden The Meadows en Meadowlands Drive gebouwd, alsook Cluain Liag Ard, Cúirt na Dtonnta (ook E-town genoemd) en Lus na Si.

## Onderwijs

### Lager onderwijs

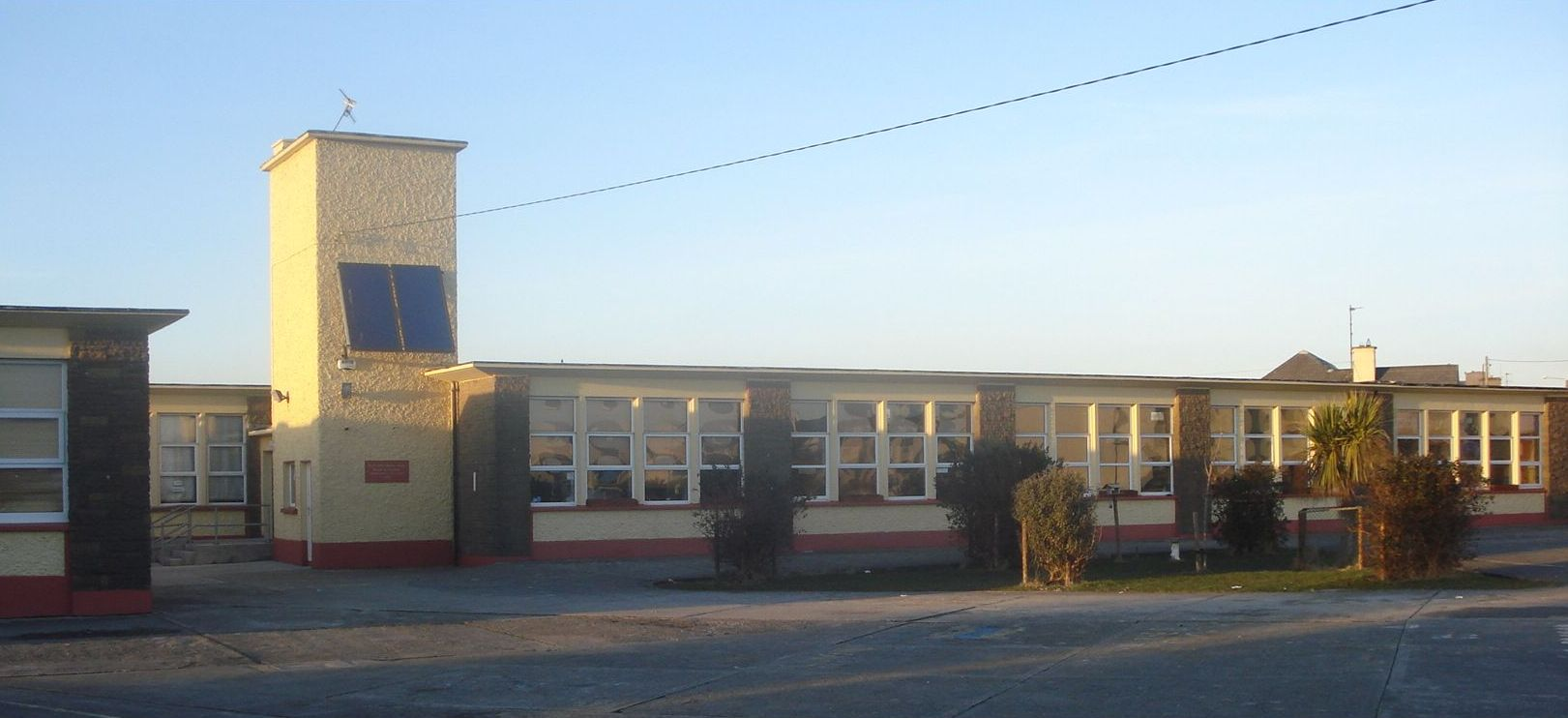
St. Joseph's National School

Als gevolg van het verbod op rooms-katholiek onderwijs werd in de 18e eeuw en het begin van de 19e eeuw het onderwijs in Milltown Malbay verzorgd door hedge schools, onofficiële scholen. Deze scholen, die vaak niet meer dan een kamer groot waren, onderwezen vooral de basis: lezen, schrijven en rekenen.
Verder basisonderwijs was mogelijk op de Glandine School, een school die was opgezet door Lord Leconfield in het townland Glandine (tegenwoordig Glendine). Hoofd van de school was Samuel Ball. Het doel was volgens de Henry Murphy, schoolinspecteur in dienst van Lord Leconfield, to civilize and enlighten the population of Miltown, wat vooral neerkwam op het proberen te bekeren van katholieke kinderen tot het protestantse geloof. De scholieren waren over het algemeen kinderen van pachtboeren op het landgoed van Lord Leconfield. Zij kregen bij aanwezigheid gratis kleding, maaltijden en onderwijs. Door het verzet van de bevolking werd de school geen succes en ging ze ten onder na de opening van de National School in Milltown Malbay. Tegenwoordig is het schoolgebouw een privéwoning terwijl op het schoolterrein twee bedrijven zijn gevestigd.
Als gevolg van de katholieke emancipatie en de afschaffing met de Roman Catholic Relief Act 1829 van antikatholieke restricties konden er na 1831 wel rooms-katholieke scholen gesticht worden. In 1834 werd een National School opgericht. Ze was in de kapel gevestigd tot 1862, toen er een schoolgebouw met drie lokalen werd opgeleverd aan Ennistymon Road. Het nieuwe schoolgebouw huisvestte drie scholen: de Miltown Infant National School die werd opgericht in 1861 en vergelijkbaar is met de groepen 3 en 4 in het Nederlandse basisonderwijs, de Miltown Male National School en de Miltown Female National School, opgericht in 1843. Elk van deze scholen had een eigen leiding.
In 1963 werd een nieuw schoolgebouw gebouwd aan Mullagh Road. De drie scholen verhuisden naar deze nieuwe locatie, waar de lessen in januari 1964 begonnen. Het gebouw werd ingezegend door bisschop Joseph Rodgers en officieel geopend door oud-leerling en toenmalig minister van Onderwijs Patrick Hillery. In 1975 werden vier lokalen toegevoegd en fuseerden de drie scholen van Milltown Malbay met de lagere school in het townland Dunsallagh tot één grote lagere school: de St. Joseph's National School.

### Middelbaar onderwijs
Tussen 1939 en 1985 had Milltown Malbay een ambachtsschool waar beroeps- en landbouwonderwijs werd gegeven. Vanwege teruglopende leerlingaantallen werd de school in 1985 gesloten. Sindsdien heeft Milltown Malbay geen middelbare school. Leerlingen volgen middelbaar onderwijs aan de St Joseph's Secondary School in het nabijgelegen Spanish Point, gelegen in dezelfde civil parish, of in Kilmihil of Ennistymon.

## Kerken
Milltown Malbay kende in zijn bestaan drie kerkgebouwen: de voormalige rooms-katholieke kapel, de huidige katholieke kerk en de voormalige kerk van de anglicaanse Church of Ireland.

### Rooms-katholieke kapel
Onder de vanuit Engeland opgelegde Penal Laws was tot 1829 alles wat katholiek was verboden en werden priesters vervolgd. Als gevolg daarvan werden de missen niet in kerkgebouwen gelezen, maar in de open lucht of in schuren. Veel priesters waren alleen aan het bisdom verbonden en niet aan een specifieke parochie, zodat zij hun werk konden doen op basis van veiligheid en lokale behoefte. Later, toen de naleving van de wetten verslapte, ontstonden meer permanente mass houses, eenvoudige hutten met een kerkelijke functie. Met de geleidelijke afschaffing van de wetten na 1766 was het met restricties mogelijk om grotere gebouwen neer te zetten, de zogenaamde kapellen. Bij de entree van het huidige kerkterrein stond vroeger een kapel met rieten dak, waarvan het bouwjaar onbekend is. In de periode 1834-1839 had dit gebouw de dubbele functie van kapel en jongensschool. Na de verhuizing van de school in 1862 werd de kapel afgebroken.

### St. Joseph's Church

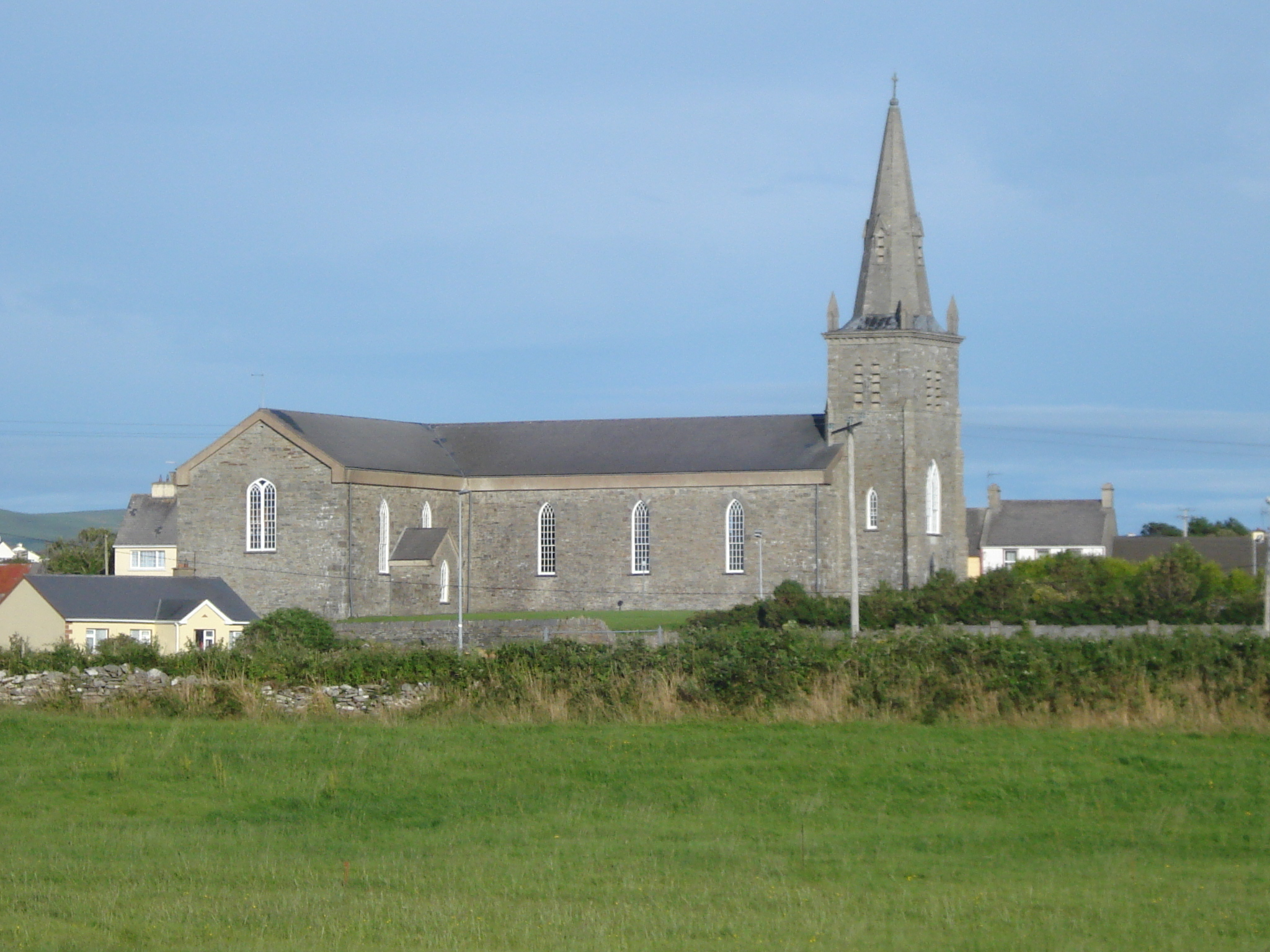
St Joseph's Church

Rond 1830 was de bevolking van de gecombineerde rooms-katholieke parochies Kilmurry Ibrickane en Kilfarboy gestegen tot om en nabij de 20.000 personen en werd een scheiding om praktische redenen noodzakelijk. De pastoor en zijn kapelaan, de broers Anthony en Patrick McGuane, begonnen in 1838 met de bouw van twee identieke kerken in Mullagh en Milltown Malbay.
De kerk in Milltown Malbay, die later is gewijd aan St. Joseph, werd gebouwd in Chapel Street achter de toenmalige kapel, op grond gedoneerd door de Fitzgerald-familie. De kerk heeft een kruisvormige plattegrond en werd opgeleverd in 1839. In 1859 en 1863 werd de kerk uitgebreid met respectievelijk een kerktoren en een torenspits. Na de voltooiing veranderde de straatnaam gaandeweg in Church Street. Het gebouw is nu een beschermd monument.

### Church of Ireland

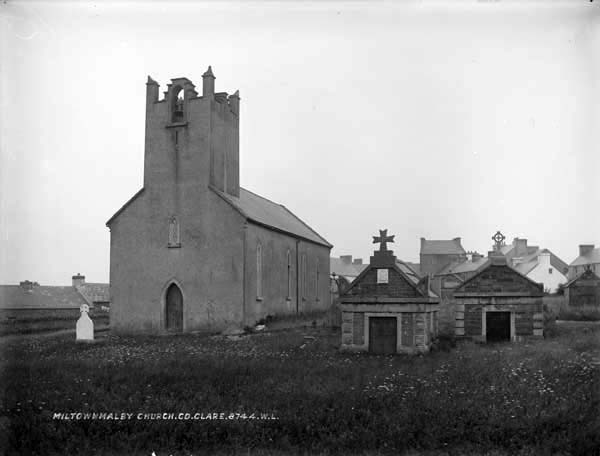
De in 1985 afgebroken kerk van de Church of Ireland

De kerk van de Church of Ireland werd gebouwd in 1802 met behulp van een subsidie van de Board of First Fruits, een protestantse financieringsinstelling. De kerk werd gebruikt door de kleine kerkgemeente en verloor veel leden in de periode vóór de onafhankelijkheid. Op 22 december 1922, tijdens de Ierse Burgeroorlog, werd de kerk in brand gestoken. Uiteindelijk werd zij in 1985 afgebroken.
Er werd rond 1927 een nieuwe kerk gebouwd, zo'n twee kilometer buiten Milltown Malbay. Deze kerk hoort toe aan de parochie Drumcliffe, die geheel West Clare bestrijkt.

## Cultuur en ontspanning

### Muziek
Muziek vormt een belangrijk element van de cultuur in Milltown Malbay. Een groot aantal dichters, zangers en musici komt uit Milltown Malbay of de directe omgeving (zie ook de lijst van bekende personen).
Van 1954 tot 1962 was de Laichtín Naofa Céilí Band actief in het dorp.
In 1957 vond de eerste County Fleadh Ceoil die in County Clare gehouden werd plaats in Milltown Malbay. Dit was de start van een jaarlijks festival annex muziekwedstrijd georganiseerd door de afdeling County Clare van de Comhaltas Ceoltóirí Éireann in wisselende plaatsen. Het festival was de start van de wederopleving van de Ierse muziek in County Clare en West-Clare in het bijzonder. Latere Fleadh Ceoil vonden plaats in 1961, 1988 en 2012.
Sinds 1973 is Milltown Malbay de thuishaven van de Willie Clancy Summer School voor traditionele Ierse muziek. Tegenwoordig is het festival goed voor zo'n 120 workshops met muzieklessen voor harp, dwarsfluit, uilleann pipes, viool, accordeon, concertina en andere instrumenten.
In 2013 is de Concertina Cruinniú, een weekeinde met lessen voor het bespelen van de concertina alsmede concerten en lezingen, van start gegaan. Het wordt georganiseerd door het Oidhreacht an Chláir Teo.
Oidhreacht an Chláir Teo (Engels: Clare Institute for Traditional Studies) is een onderzoeksinstituut gehuisvest aan Flag Road. Het houdt zich voornamelijk bezig met onderzoek naar en het stimuleren van de folklore en cultuur in County Clare, inclusief Ierse folk, in de breedste zins des woords. De redenen om het instituut juist in Milltown Malbay te vestigen waren gelegen in de reeds bestaande structuur rondom de Willie Clancy Summer School en de aanwezigheid van folkloreverzamelaars als Tom Munelly, Harry Hughes en Muiris Ó Rócháin.
Voormalige evenementen
Voormalige evenementen zijn de Miltown Horse Races, gehouden vanaf de late 18e eeuw tot 1942, en Darling Girl of Clare (ten einde gekomen omstreeks 1995).

De Miltown Horse Races zijn ook muzikaal van belang geweest. In 1936 ontmoetten Willie Clancy en Martin Talty hier de Uilleann pipes-speler Johnny Doran. Getroffen door de muziek van Doran, gingen beiden later ook de uilleann pipes bespelen, waarmee ze zorgden voor een herleving van die muziek.

### Sport
Het centrum van de sport is het Hennessy Memorial Stadium van de Gaelic football-club Milltown Malbay GAA. Het is een van de zogenaamde "county-velden" van Clare GAA. Dankzij deze status kunnen belangrijke wedstrijden, zoals toernooi-finales, wedstrijden tussen verschillende county's en andere op neutraal terrein te spelen wedstrijden, hier afgewerkt worden.
In 1937 richtte P.J. Hurley de Milltown Malbay Swimming and Life Saving Club op nadat een non in 1934 bij het zwemmen in zee was verdronken. De vereniging gaf zwemles en vormde een reddingsbrigade. De reddingsbrigade deed alleen dienst op de stranden van White Strand en Spanish Point. De vereniging boekte vele successen bij wedstrijden in het reddend zwemmen en won de Clare Life Saving Competition in 1938 en van 1945 tot en met 1949. De latere Ierse president Patrick Hillery was lid. De club werd in de jaren 90 opgeheven, nadat de Clare County Council de verantwoordelijkheid voor de reddingsbrigade overnam.
Tot in de jaren 90 kende Milltown Malbay ook een hondenrenbaan.

### Toerisme
Op Main Street doet een geschenkenwinkel dienst als toeristisch infopunt. Het dorp telt enkele kleinschalige accommodaties. Aan de kust ten westen van het dorp zijn er meerdere hotels, campings en vakantieparken. Spanish Point heeft een strand, golfbaan en verschillende overnachtingsmogelijkheden, waaronder het Armada Hotel. Ook bij White Strand is er een openbaar strand.

## Bestuur en politiek
Milltown Malbay heeft geen eigen bestuur. De lokale overheid die verantwoordelijk is voor het gebied is de Clare County Council, een raad met bevoegdheden zoals huisvesting, ruimtelijke ordening, transport, cultuur en milieu. De raad telt 28 verkozen leden, waarvan twaalf van Fianna Fáil, acht van Fine Gael, een van Sinn Féin en zeven onafhankelijken sinds 2014. Het kiesdistrict West Clare, waartoe Milltown Malbay behoort, is voor de helft vertegenwoordigd door raadsleden van het conservatieve Fianna Fáil.
Voor nationale parlementsverkiezingen valt het dorp onder het kiesdistrict Clare, dat vier zetels levert in het lagerhuis, Dáil Éireann. In 2016 koos Clare twee politici van Fine Gael, een van Fianna Fáil en een onafhankelijke.

## Bekende personen

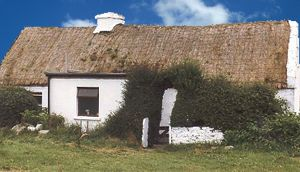
Het huis van Tom Lenihan

- Aindrias Mac Cruitín (1650 – 1738) - dichter en bard
- Seamus Mac Cruitín (1815 – 1870) - dichter en bard
- Tomas O'hAodha (1856 – 1935) - dichter en cartograaf
- Ignatius O'Neill (1896 – 1939) - commandant van het IRA
- Tom Lenihan (1908 – 1990) - zanger van Ierse folkmuziek
- Jimmy Ward (1909 – 1987) - banjo-speler
- Nonie Lynch (1910 – 2011) - zangeres van Ierse folkmuziek
- Willie Clancy (1918 – 1973) - uilleann-pipes-speler
- Patrick Hillery (1923 – 2008) - lid van de reddingsbrigade op White Strand 1942[110], huisarts en president van Ierland 1976 - 1990
- Nora Cleary (1924 – 1988) - zangeres van Ierse folkmuziek
- Kitty Hayes (1928 – 2008) - concertina-speler
- Mick Flynn (1940 – 2014) - Sean-nós zanger
- Muiris Ó Rócháin (1944 – 2011) - leraar en directeur van de Willie Clancy Summer School en Oireachtas na Gaeilge
- Seán Óg (1992) - popzanger en musicus